# Delfín drsnozubý
Delfín drsnozubý (Steno bredanensis) je poměrně málo známý druh delfína, jediný druh rodu Steno. Svými ze stran mírně zploštělými čelistmi i dalšími znaky ve stavbě kostry připomíná své vzdálené příbuzné suchozemské savce a je proto považován za evolučně nejstaršího příslušníka čeledi delfínovitých.

## Výskyt
Obývá hlavně hluboké tropické a subtropické vody v Atlantském, Indickém a Tichém oceánu. Přestože žije převážně mimo kontinentální šelf bývá spatřen i v mělčích pobřežních vodách polozavřených vodních útvarů jako např. Středozemní, Rudé i Karibské moře a Mexický, Kalifornský a Thajský záliv. Jen řídce se vyskytuje severněji než 40° s. š. a jižněji pod 35° j. š.
Dává přednost vodám s povrchovou teplotou 25 °C, žije v hloubkách do 2000 m. Jejich momentální výskyt je vázán na množství dostupné potravy. Předpokládá se, že ve světových mořích žije okolo 150 000 jedinců a tudíž ohrožení druhu nehrozí.

## Popis
Dosahuje délky 200 až 260 cm a hmotnosti 90 až 160 kg, samice bývá o něco málo menší. Jako jediný z delfínů má čenich protáhlý do dlouhého zobáku který je ze stran nevýrazně zploštělý, horní čelist je modrá a šedá, spodní světle růžová a bílá. Tělo má zbarvené tmavě šedě s řídkými, nepravidelnými bílými nebo světlými skvrnami po obou stranách, břicho a pysky má bílé. Barva těla se může geograficky lišit. Velké ploutve jsou umístěny hodně vzadu. V horní i dolní čelisti má na každé straně 20 až 27 zubů s pro ně charakteristickými, svisle orientovanými žlábky a vyvýšeninami; zde má původ druhové jméno "drsnozubý".
Je rychlý plavec, často pluje těsně pod hladinou s viditelnou srpovitě zahnutou hřbetní ploutví. Je dobrý potápěč, může zůstat ponořen i 15 minut. Někdy také "surfuje" na mořských vlnách. Se svými druhy se dorozumívá echolokací na několika frekvencích, vyšší tóny slouží k dorozumívání ve skupině, nižší vydává osamocený jedinec.

## Stravování
Delfín drsnozubý je masožravec který loví ve 3- až 5členných skupinách, o kořist roztrhanou ostrými zuby se dělí. Za potravou, která je tvořena rybami zlakovitými (převážně koryfénou velkou) a dále gavúnovitými, rohoretkovitými, jehlicovitými a také krakaticemi se potápí do velkých hloubek.

## Chování
Nejčastěji jsou pozorovány skupiny 10 až 30 jedinců, někdy jsou v těchto skupinách i delfíni rodů kulohlavec, plískavice, Stenella a Tursiops. I u tohoto druhu delfínů byly pozorovány případy altruismu, kdy po dobu několika hodin vytlačují zemřelé delfíny k nadechnutí na hladinu. Typickým znakem je relativně velký mozek a vysoká inteligence těchto kytovců.

## Rozmnožování
Ze života ve volném moři není mnoho zpráv, jsou pouze poznatky ze zajetí. Narozené mládě je dlouhé 1 až 1,3 m a snaží se ihned dostat k mateřskému mléku. Matka je mu nápomocná a přistrkává ho na hladinu k nadechnutí. Ve věku asi dvou měsíců začíná žrát ryby a brzy následuje odstavení. Při plavání ve skupině pluje mládě vždy mezi matkou a druhým dospělým.
Samice pohlavně dospívají v 9 až 10 a samci v 5 až 10 létech. Odhaduje se, že se mohou dožít průměrně 32 let, nejstarší známý jedinec žil 48 roků, v zajetí žádné zvíře nepřežilo 12 let.

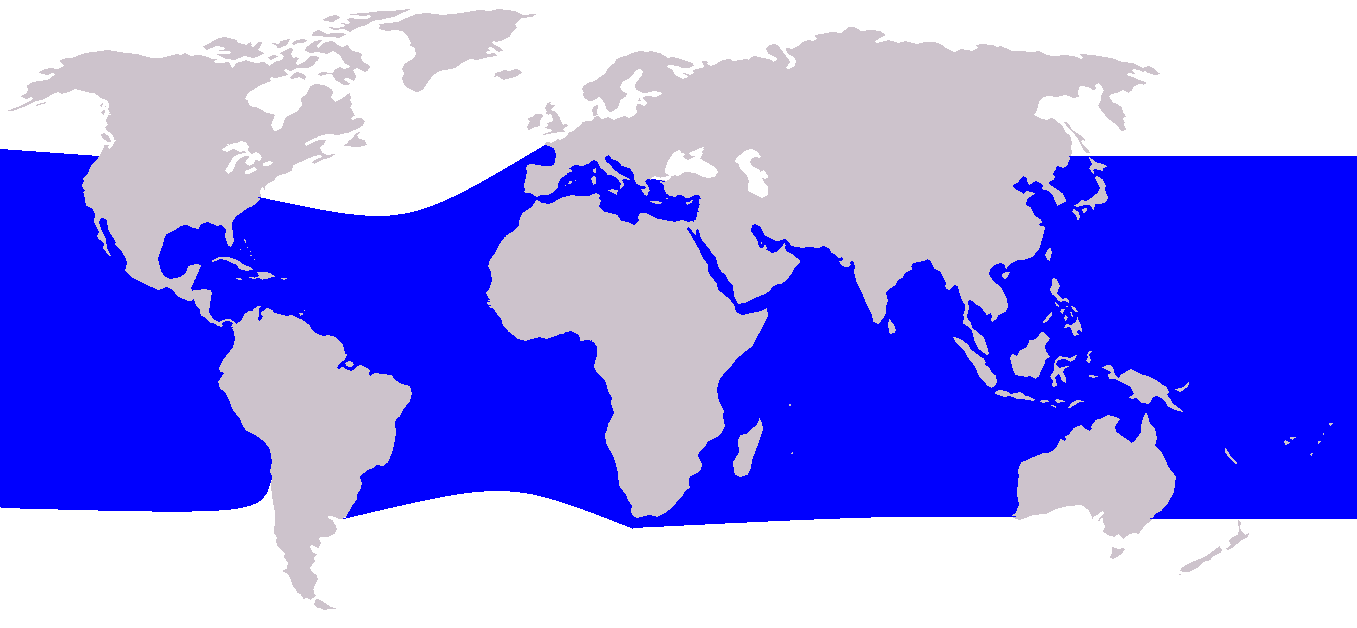
Výskyt delfína drsnozubého
Porovnání velikosti s člověkem